# آب‌انبار کنار پذر
آب‌انبار کنار پذر مربوط به دوره افشار است و در خور (اصفهان)، منطقه پذر، ۱۰۰ متری گاوچاه شماره ۲ واقع شده و این اثر در تاریخ ۱۹ مرداد ۱۳۸۴ با شمارهٔ ثبت ۱۲۷۵۲ به‌عنوان یکی از آثار ملی ایران به ثبت رسیده است.